# Ventilator Blues
Ventilator Blues är en bluesrocklåt skriven av Mick Jagger, Keith Richards och Mick Taylor. Låten lanserades 1972 på The Rolling Stones dubbelalbum Exile on Main St.. Låten är den enda som Mick Taylor har fått stå med som upphovsman till under sin tid i gruppen. Den började spelas in 1971 i Villa Nellcôte i Frankrike och efterarbete gjordes i Los Angeles 1972. Keith Richards har noterat att låten fick en särskild karaktär av inspelningsplatsen, en kvalmig källare där värmen gjorde att musikinstrumenten lät annorlunda än vad som var tänkt. Även inspelningsutrustningen påverkades. Charlie Watts har sagt att gruppen senare har haft svårt att återskapa låten så som man fick till den på studioinspelningen, och att det är en anledning till att gruppen aldrig spelat den på konsert.
Då låten tonas ut tonas albumet nästa låt "I Just Want to See His Face" direkt in utan tystnad emellan.